# Arthur C. Cope
Arthur Clay Cope (* 27. Juni 1909 in Dunreith, Indiana, USA; † 4. Juni 1966 in Washington, D.C.) war ein US-amerikanischer Chemiker und Professor für organische Chemie am Massachusetts Institute of Technology (MIT) in Cambridge.
Cope studierte an der Butler University in Indianapolis mit dem Bachelor-Abschluss 1929 und wurde 1932 an der University of Wisconsin–Madison bei Samuel M. McElvain mit dem Thema The synthesis of local anesthetics containing various phenylalkyl groups: Vinylethyl malonic ester and the cleavage of certain substituted malonic esters with sodium ethoxide promoviert Als Post-Doktorand war er an der Harvard University und ab 1934 war er am Bryn Mawr College, wo er auch die Forschung zur Cope-Umlagerung ausführte. Ab 1941 war er an der Columbia University, wo er während des Zweiten Weltkriegs eine Reihe von Forschungen im Rahmen der Kriegsanstrengungen durchführte (chemische Kampfmittel, Mittel gegen Malaria, Behandlung von Senfgas-Opfern). 1945 wurde er Professor am MIT, wo er Leiter der Abteilung Chemie wurde.
Sein Arbeitsgebiet war die präparative organische Chemie, speziell Eliminierungs- und Kondensationsreaktionen. Nach ihm wurden die Cope-Umlagerung, die Diaza-Cope-Umlagerung und die Cope-Eliminierung benannt. Weitere Arbeitsgebiete waren die Barbiturate, mit einigen Erst-Synthesen, und die Synthese ungesättigter Ester.
1944 erhielt er den American Chemical Society Award in Pure Chemistry. 1945 wurde Cope in die American Academy of Arts and Sciences gewählt, 1947 in die National Academy of Sciences und 1961 in die American Philosophical Society. Ihm zu Ehren vergibt die American Chemical Society den Arthur C. Cope Award.